# Järvalyftet

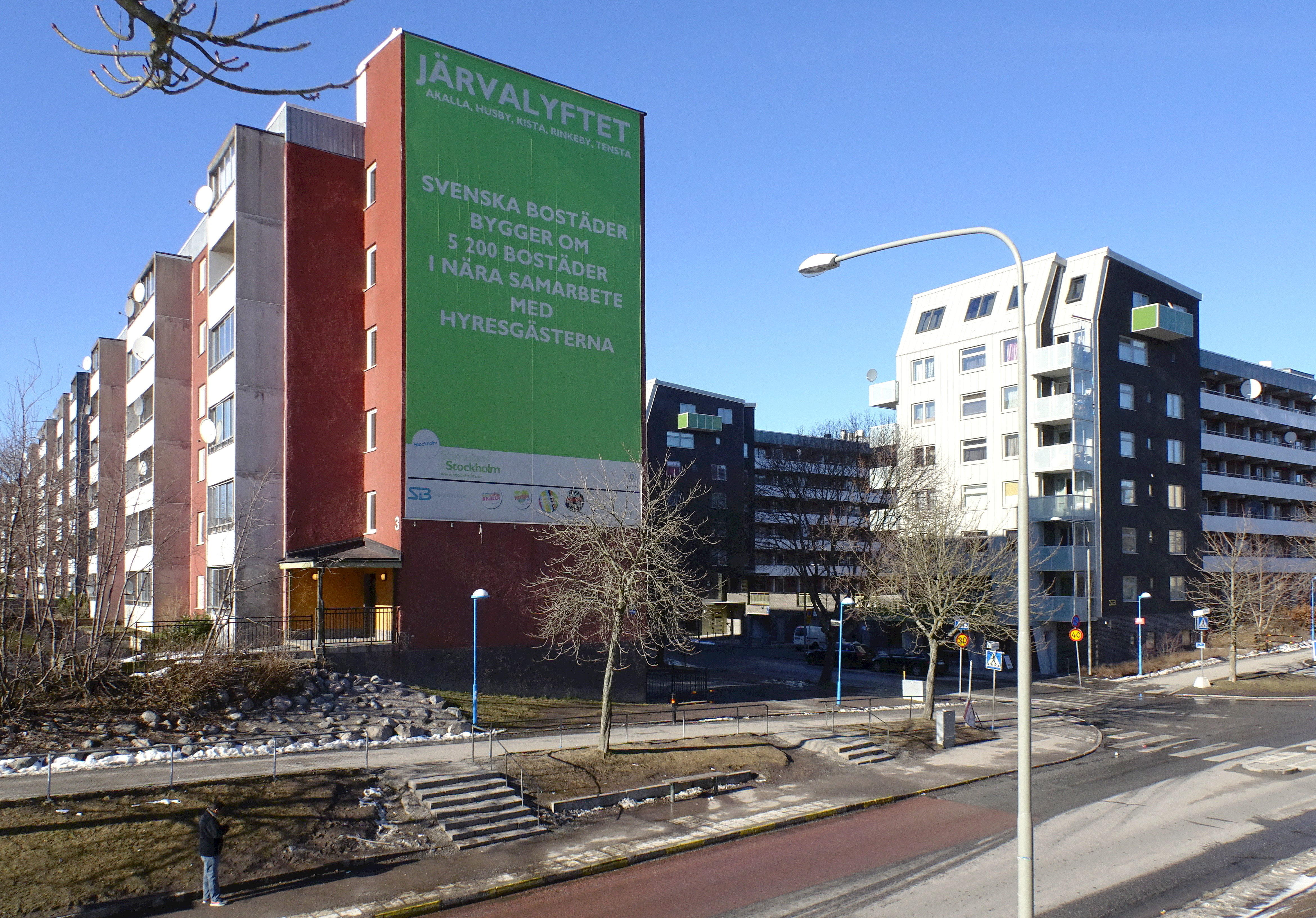
Upprustning och tillbyggnader vid Tenstastråket i ramen för "Järvalyftet".

Järvalyftet är en planprocess för Järvafältet i norra Stockholms kommun, som inleddes med ett beslut i Stockholms stadsfullmäktige 2007.
Enligt Stockholms stad är Järvalyftet en långsiktig investering i de socialt utsatta stadsdelarna kring Järvafältet: Akalla, Husby, Kista, Rinkeby och Tensta. Genom medverkan från boende och samverkan med andra parter syftar lyftet att förbättra levnadsvillkoren i stadsdelarna. Detta genom en positiv social och ekonomisk utveckling, bland annat genom upprustning av bostadsområdena. Bland aktörerna märks kommunägda Svenska Bostäder som bygger om 5 200 bostäder i nära samarbete med hyresgästerna.